# Свеагрюва
Свеагрюва (на норвежки: Sveagruva, кратка форма Свеа), е град край фиорда Ван Миефьоден на остров Шпицберген, архипелаг Свалбард (Шпицберген), Норвегия.
Той е 3-то по население селище в Свалбард (след Лонгирбюен и Баренцбург) с около 300 жители. Около 310 работници живеят в Лонгирбюен и пътуват до Свеагрюва всекидневно или веднъж седмично, но не са постоянни жители на града. Селището се използва от „Store Norske Spitsbergen Kulkompani“, обслужва се от летище Свеа.
Градът е създаден от шведи през 1917 г. Унищожен е през 1944 г., но бързо е възстановен. През 1990-те години Свеагрюва е почти изоставена поради отлива на работна ръка към по-продуктивните и с повече залежи мини край Лонгирбюен.
Днес Свеагрюва се намира край най-богатата на въглищна мина в Свалбард. Отворена през 2001 г., мината произвежда 4 млн. тона въглища на година. което я нарежда сред най-големите подземни въглищни мини в Европа.